# Boucan Canot
Pour les articles homonymes, voir Boucan Canot (homonymie).
Boucan Canot est une station balnéaire de l'île de La Réunion, département d'outre-mer français dans le sud-ouest de l'océan Indien. Construite face à la plage de Boucan Canot, elle est située sur le territoire de la commune de Saint-Paul entre le cap Champagne au nord-est et le cap Homard au sud-ouest. Ce faisant, elle relève de la zone touristique appelée Saint-Gilles les Bains.

## Annexe